# Téano
Téano (Crotona, siglo VI a. C.) fue una matemática y filósofa griega, miembro de la escuela pitagórica. 

## Biografía
Fue hija del atleta Milón de Crotona, mecenas del filósofo y matemático Pitágoras, con quien luego se casó. Se le atribuye haber escrito tratados de matemáticas, física y medicina, y también sobre la proporción áurea. Se conservan fragmentos de sus cartas. La mayor parte de los textos que nos han llegado de mujeres de esta época, quizá por ser los que resultaban más interesantes a los religiosos que los han conservado, hablan de problemas morales o prácticos. A Téano se le atribuye un tratado Sobre la piedad del que se conserva un fragmento con una disquisición sobre el número. Además se le atribuyen los tratados sobre los poliedros rectangulares y sobre la teoría de la proporción, en particular sobre la proporción áurea.

He oído decir que los griegos pensaban que Pitágoras había dicho que todo había sido engendrado por el Número. Pero esta afirmación nos perturba: ¿cómo nos podemos imaginar cosas que no existen y que pueden engendrar? El no dijo que todas las cosas nacían del número, sino que todo estaba formado de acuerdo con el Número, ya que en el número reside el orden esencial, y las mismas cosas pueden ser nombradas primeras, segundas, y así sucesivamente, sólo cuando participan de este orden.

La escuela pitagórica estaba formada por los seguidores de Pitágoras (572-497 a. C.). En la influyente escuela pitagórica, las Matemáticas se estudiaban con pasión. Se afirmaba "todo es número", ya que se creía que en la naturaleza todo podía explicarse mediante los números. Daban mucha importancia a la educación tanto de hombres como de mujeres, que no se limitaban a las artes útiles, sino que también se ocupaban del lenguaje y del rigor del razonamiento. Consideraban importante que una mujer fuera inteligente y culta.
La figura de Téano ha atraído la atención de los estudiosos, sobre todo de los trabajos feministas modernos, ya desde Gilles Ménage y su Historia Mulierum philosopharum, que compone precisamente con la intención de manifestar que también hubo mujeres filósofas en la antigüedad griega. Sea como sea, lo cierto es que la figura de Téano está construida, como tantas otras, con las técnicas habituales de los biógrafos antiguos, más atentos a la narración anecdótica y significativa que a la investigación rigurosa.
Téano fue una matemática que consideraba que todo lo material era medible con los números naturales, por lo tanto todo se podía expresar con una medida exacta.
La tradición antigua nos da noticias de la existencia de Téano, considerada como la primera mujer filósofa, si bien su celebridad se atribuye a su vínculo matrimonial con Pitágoras. Pero buena parte de su trabajo no era en realidad suyo: se firmaba a su nombre lo que publicaban los miembros de su escuela (algo muy habitual en el mundo antiguo), entre los que estaba Téano. Cuando Pitágoras murió, en una revuelta de los ciudadanos de Crotona contra su grupo, que se hizo con el control de la ciudad, Téano y varias hijas suyas se llevaron consigo los papeles del matemático, ampliando su trabajo. Viajaron por Grecia y Egipto, investigando no sólo en matemáticas, sino en medicina y otras ciencias. Sin sus aportaciones y las de sus hijas, es probable que Pitágoras hubiese quedado en el olvido.

### Aporte a la filosofía
Como las demás pitagóricas, Téano pensaba que el Universo estaba regido por el número: la búsqueda de la perfección y la armonía en formas y proporciones le llevó a trabajar en el número áureo, el cual aparece frecuentemente en la naturaleza y fue el primer número irracional que conocieron los griegos. Este número lo conoció Téano por ser el resultado de dividir la longitud de la diagonal entre la longitud del lado del pentágono que aparece en el signo de la escuela pitagórica, el pentagrama.